# Elektrotechnický průmysl
Elektrotechnický průmysl je odvětví průmyslu, které se zabývá vývojem, výrobou a údržbou elektrotechnických (elektrických, elektronických) součástek, přístrojů, strojů a zařízení. Patří k nejvýznamnějším odvětvím českého zpracovatelského průmyslu a mezi klíčové sektory české ekonomiky. Elektrotechnický průmysl je sektorem s velkým potenciálem, který je dán rostoucím významem elektronických a elektrotechnických prvků ve většině finálních průmyslových výrobků.

## Zaměstnanost v elektrotechnickém průmyslu v ČR
Celková zaměstnanost se pohybuje okolo 200 tisíc osob a od roku 2011 po současnost měla výrazně rostoucí tendenci. Díky tomu, že je elektrotechnický průmysl v ČR charakteristický velkým podílem montážních a kompletačních činností ve výrobě, převažují ve struktuře zaměstnanosti pracovníci s vyučením, případně úplným středoškolským vzděláním. Jejich podíl na celkové zaměstnanosti v sektoru se během let 2000-2007 zvýšil na 85 %. Poptávka po pracovnících s vyšším odborným nebo vysokoškolským vzděláním se zvyšuje jen pomalu. Jedním z důsledků této situace je nízká úroveň produktivity práce v sektoru v porovnání s vyspělými zeměmi – dosahuje necelých dvou třetin průměru EU-27, i když zároveň převyšuje většinu zemí střední a východní Evropy.
Podíl výrobních a montážních profesí na celkové zaměstnanosti v uplynulých letech vzrostl nad 40 %, podíl pracovníků s učňovským vzděláním na celkové zaměstnanosti zůstává za poslední roky nezměněný - 46 %

## Elektrotechnický průmysl v ČR
Příliv zahraničních investic a transfer špičkového know-how k růstu kvalifikační náročnosti elektrotechnického průmyslu v ČR zatím tolik nepřispěl. Po sedmi letech dynamického růstu je pro elektrotechnický průmysl v ČR charakteristický velký podíl montážních a kompletačních činností ve výrobě.

### Firmy elektrotechnického průmyslu v ČR
- Siemens, s.r.o
- ABB s.r.o.
- BRUSH SEM s.r.o.
- FOXCONN CZ s.r.o.
- ŠKODA ELECTRIC a.s.[2]

## Odvětví elektrotechnického průmyslu

### Výroba elektroniky, počítačů a kancelářské techniky
Tato skupina odvětví zahrnuje výrobu psacích, rozmnožovacích a značkovacích strojů, registračních pokladen, poštovních frankotypů, terminálů pro výdej jízdenek, strojů třídicích, počítacích a balicích i výrobu počítačů a periferních jednotek, tedy tiskáren, snímačů dat, strojů na přenos dat a podobně. (OKEČ 30). Dále sem patří výroba rádiových, televizních a spojových zařízení a přístrojů, jako jsou elektronky a jiné elektronické součástky, rozhlasové a televizní vysílače, telefony, radiopřijímače, televizory, video a DVD přehrávače, videokamery, mikrofony, reproduktory a sluchátka. (OKEČ 32).

### Výroba ostatních elektrických strojů a optických, zdravotnických a přesných přístrojů
Do této skupiny odvětví je začleněna výroba elektromotorů, generátorů a transformátorů, elektrických rozvodných zařízení, výroba izolovaných vodičů, akumulátorů a baterií, lamp, žárovek, zapalovacích a startovacích zařízení pro spalovací motory, světel pro motorová vozidla, dynam ap. (OKEČ 31). Dále sem patří výroba zdravotnických přístrojů a pomůcek, měřicích zařízení, též mikroskopů, zařízení pro řízení průmyslových procesů, fotografických přístrojů, hodin a podobně. (OKEČ 33).

## Budoucnost elektrotechnického průmyslu
Pro elektrotechnický průmysl bude v příštích letech typický jak vznik nových pracovních míst, tak zánik starých. Méně kvalifikované profese bude trhem postupně vytlačovat.
V příštích letech může v sektoru dojít i k poklesu celkové zaměstnanosti, a to vlivem působení nerovného podílu profesí více a méně kvalifikovaných: počet vytvořených míst s vyššími nároky bude pravděpodobně nižší než počet méně kvalifikačně náročných míst, která zaniknou. Tento pokles může způsobit růst napětí na trhu práce, kdy budou učňovské profese ztrácet uplatnění, přičemž jich pouze část bude efektivně rekvalifikovatelná.
Poptávka po technických profesích s úplným středoškolským vzděláním bude v nejbližších letech stále více převyšovat nabídku, protože se v důsledku sociokulturních a demografických trendů ve společnosti dále bude zmenšovat zájem studentů o tento typ vzdělání a uplatnění. A přestože počet absolventů vysokých škol v technických oborech nadále poroste a budou ze strany firem stále žádanější, pro elektrotechnický průmysl to nemusí být samospásné. Pokud nedojde ke zvýšení atraktivity práce v průmyslu a ke zlepšení vnímání uplatnění ve výrobním sektoru, budou technicky orientovaní vysokoškoláci nadále často volit jiná povolání – v mnoha případech v jiných sektorech, s jinou náplní práce, kde jejich kvalifikace sice nebude plně využita, avšak často jim přinese vyšší platy.
Poptávka po vysokoškolsky vzdělaných pracovnících v oboru elektrotechnika na českém trhu práce bude plošně rúst a elektrotechnický průmysl bude z hlediska šance na získání perspektivních a kvalitních zaměstnanců vystaven tvrdé konkurenci ICT služeb, automobilového průmyslu, strojírenství, energetiky, zdravotnictví a dalších. Pro zaměstnavatele tedy bude klíčové soustředit se jak na propagaci uplatnění v sektoru a zvyšování jeho atraktivity, tak na cílené a systematické rozvíjení znalostí a dovedností u odborníků se středním odborným vzděláním, kteří mají potenciál novým a rostoucím požadavkům na kvalitu a produktivitu vyhovět.

## Možné profese v elektrotechnickém průmyslu
- (Top) Manažer provozu
- Manažer výroby/Technický manažer
- Projektant/ konstruktér
- Technický designer
- Manažer provozu a rozvoje IS/IT
- Vývojář SW
- Programátor
- Elektroinženýr
- Elektrotechnik specialista
- Kvalitář
- Kvalifikovaný dělník
- Servisní pracovník
- Nekvalifikovaný dělník
- Pracovník marketingu
- Obchodník
- Nákupčí
- Výrobní logistik
- Distribuční logistik[5]